# びっくり饅頭
びっくり饅頭（びっくりまんじゅう）は、広島県呉市の「びっくり堂」で製造・販売されている二重焼き（今川焼き）である。
赤あん、白あん、クリームの3種類があり、表面の「へそ」が赤あんはが1つ、白あんは2つ、クリームはなしとなっている。手作りで添加物は入っていない。一般的な二重焼きよりも生地は柔らかめである。
呉市民にとっては幼少期から親しまれているが、広島県内においてもそれほど知名度は高くない。